# سلقین
سلقین (به عربی: سلقین) یک منطقهٔ مسکونی در سوریه است که در شهرستان حارم واقع شده‌است.

## خصوصیات
سلقین ۲۳٬۷۰۰ نفر جمعیت دارد.